# Gustav Adolf Bredow
Gustav Adolf Bredow (Krefeld, 1875 – Stuttgart, 1950) was een Duits beeldhouwer en medailleur.

## Leven en werk

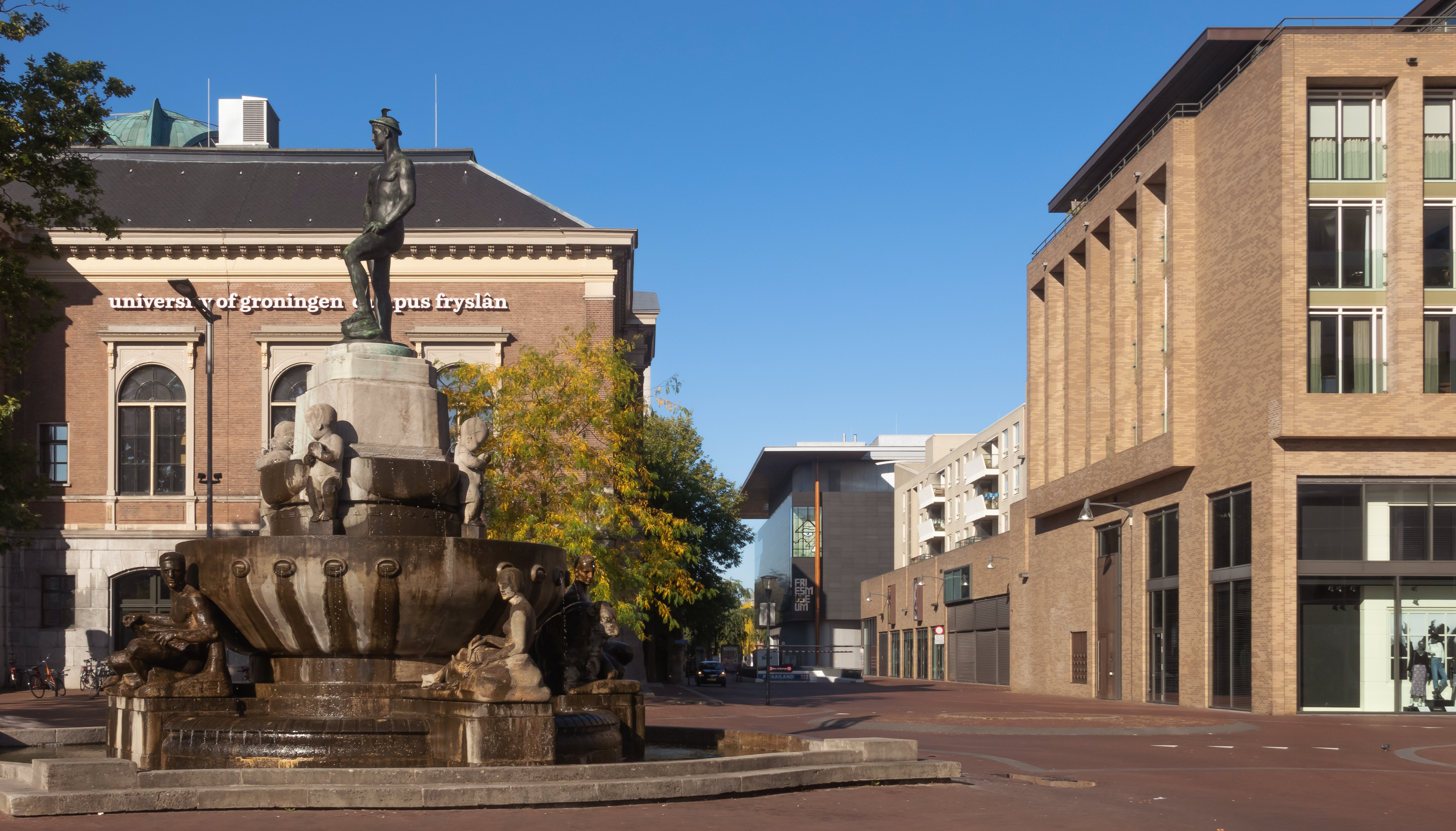
De Mercuriusfontein in Leeuwarden

Bredow volgde een opleiding aan de Kunstacademie Düsseldorf. Hij werkte na zijn studie in het atelier van Clemens Buscher. Vanaf 1897 woonde en werkte hij in Stuttgart.
Ook buiten Duitsland is werk van hem te vinden. Voor het Plaza Alemania in Buenos Aires (Argentinië) maakte hij een fontein met twee beeldengroepen, waarvoor hij gebruik maakte van lava uit Rome, marmer uit Carrara en brons. Toen Bredow naar Argentinië trok voor de onthulling brak de Eerste Wereldoorlog uit. Op de terugweg werd zijn schip aangehouden door de Engelsen. Hij werd geïnterneerd en kwam na een uitwisseling van gevangenen in 1918 terecht in het interneringskamp in het Nederlandse in Wolfheze. Hij leidde daar een kunstnijverheidsafdeling waar de gevangenen onder meer lampen, klokken en paraplustandaards naar zijn ontwerp maakten.
In opdracht van de 'Deutsche Verein Rotterdam' werd in 1919 zijn ontwerp van de Duitse dame als gedenkteken ter herinnering aan overleden Duitse geïnterneerden op de Algemene Begraafplaats Crooswijk (Rotterdam) geplaatst. Het grootste werk van Bredow in Nederland is de Mercuriusfontein, die in 1923 door de VVV werd geschonken aan de stad Leeuwarden.